# 圣普雷 (厄尔-卢瓦省)
圣普雷（法語：Saint-Prest，法語發音：[sɛ̃ pʁɛ]）是法国厄尔-卢瓦省的一个市镇，位于该省中东部，属于沙特尔区和沙特尔城市圈公共社区。

## 地理
圣普雷（48°29'32"N, 1°31'52"E）面积16.71 平方千米，位于法国中央-卢瓦尔河谷大区厄尔-卢瓦省，该省份为法国北部内陆省份，北起顺时针与厄尔省、伊夫林省、埃松省、卢瓦雷省、卢瓦-谢尔省、萨尔特省和奧恩省接壤。
与圣普雷接壤的市镇（或旧市镇、城区）包括：贝谢尔-圣日耳曼、茹伊、科尔坦维尔、加维尔-瓦塞姆、尚福勒、莱沃、普瓦维利耶。
圣普雷的时区为UTC+01:00、UTC+02:00（夏令时）。

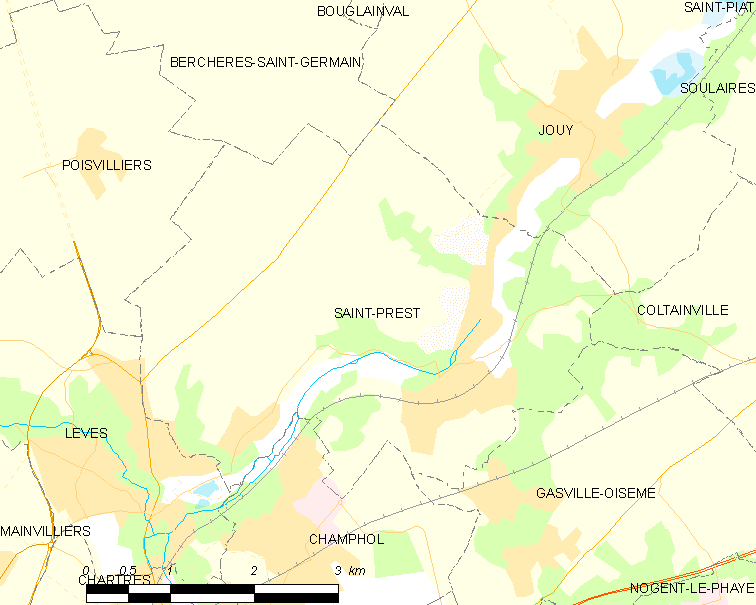
圣普雷的OSM定位图

## 行政
圣普雷的邮政编码为28300，INSEE市镇编码为28358。

## 政治
圣普雷所属的省级选区为沙特尔第一县。

## 交通
厄尔-卢瓦省省道D6线、D133线和D134线等经过境内。拉维莱特-圣普雷站位于境内南部，开行直达沙特尔和巴黎的列车。

## 人口

1962-2008年间圣普雷人口变化图示

圣普雷于2022年1月1日时的人口数量为2119人。